# 下環街市

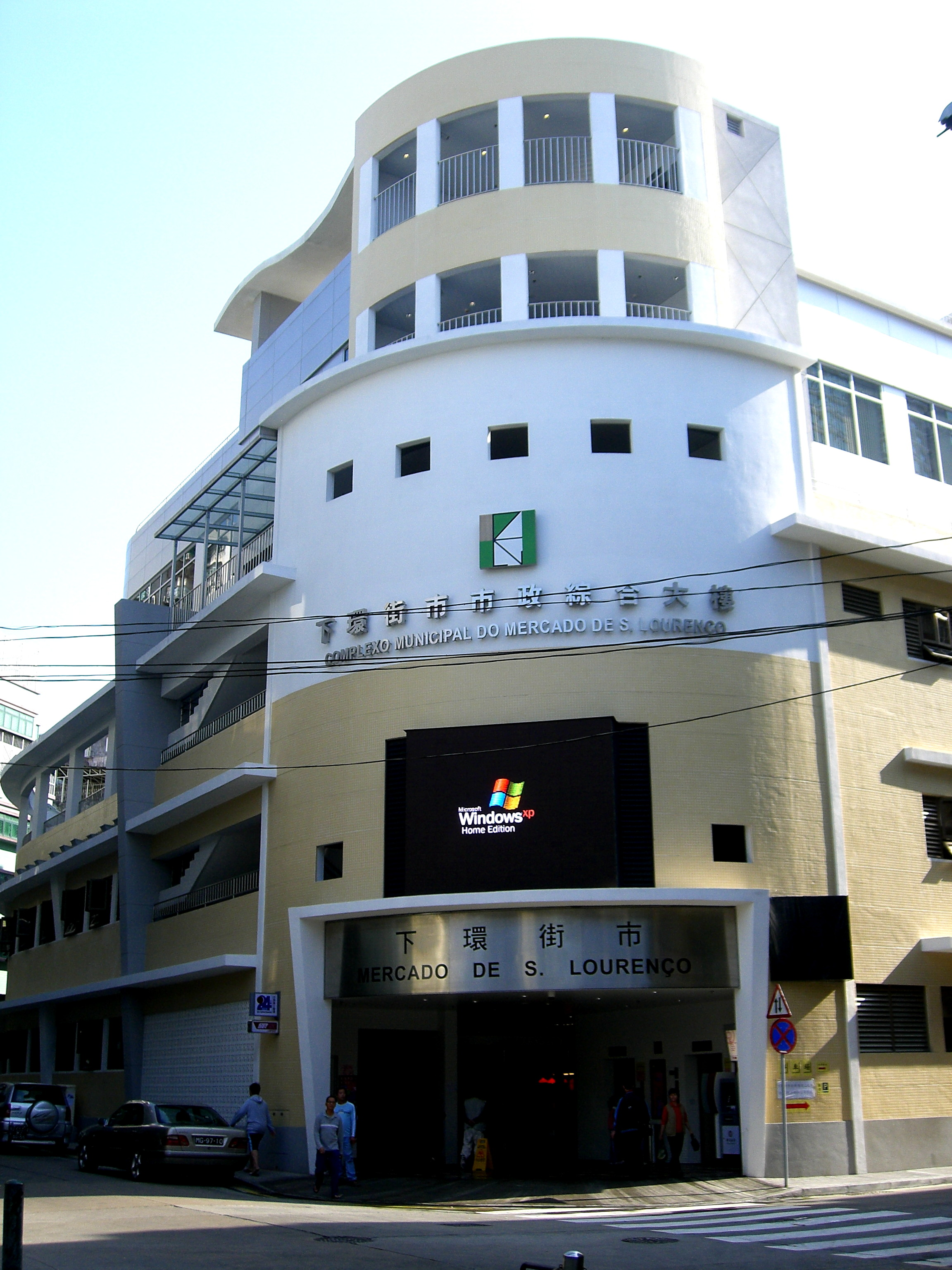
2009年重建後的下環街市

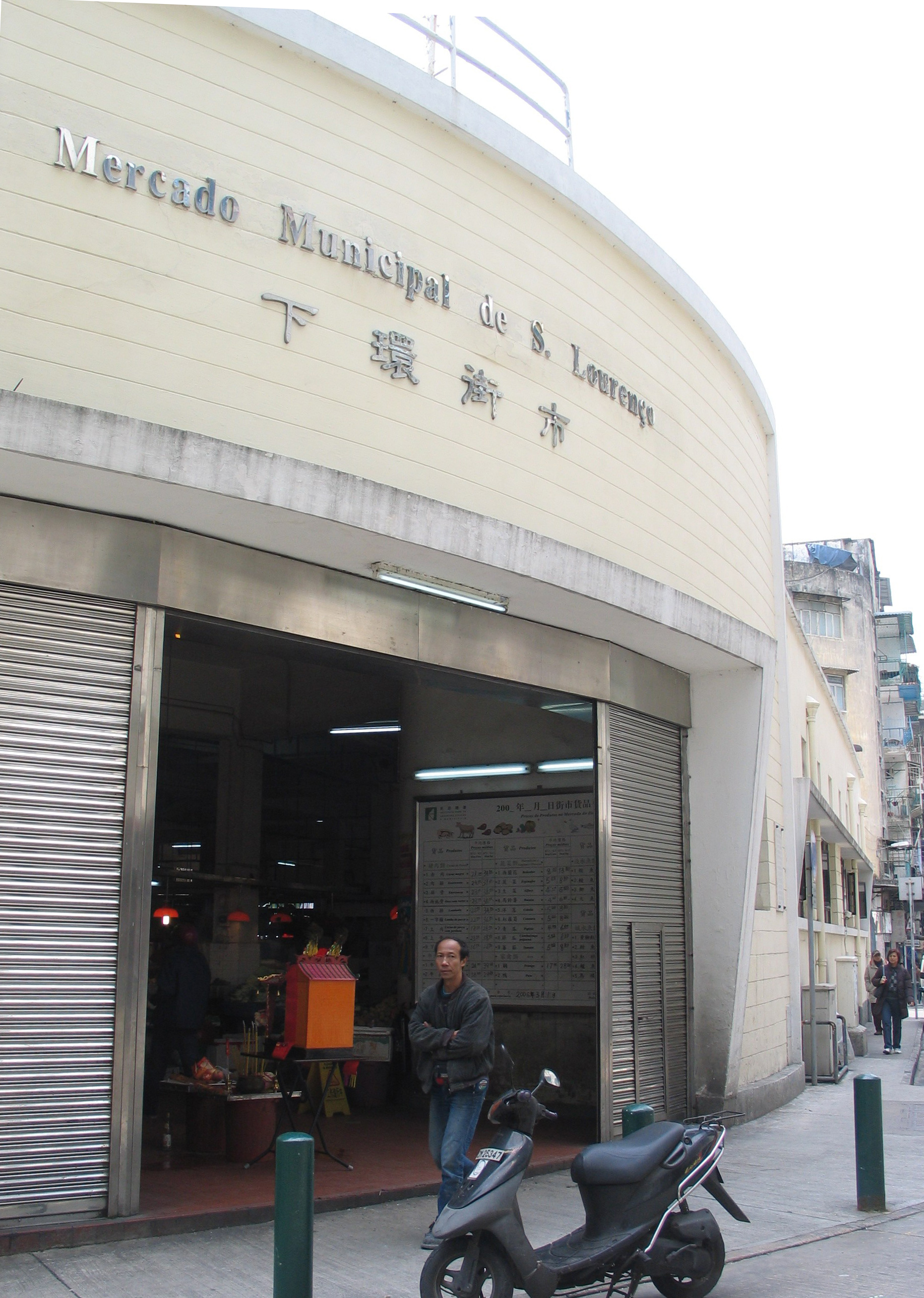
下環街市重建前的大門

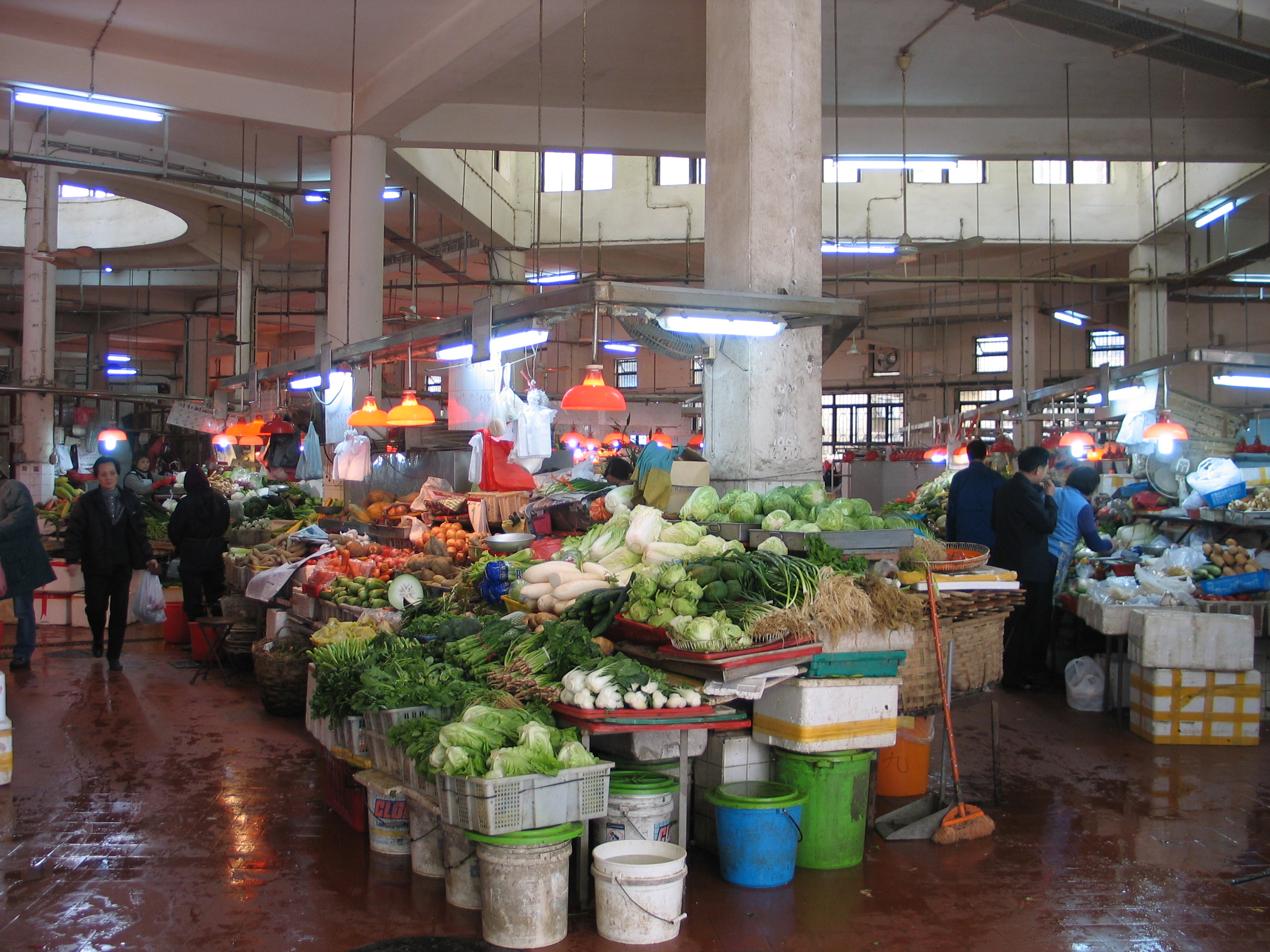
重建前的下環街市內部環境

下環街市，全稱下環街市市政綜合大樓（葡萄牙語：Complexo Municipal do Mercado de S. Lourenço）是位於澳門半島下環李加祿街與貨倉街及下環街交界處的街市。

## 沿革
原來街市初設下環小市街，小販在街道兩旁擺賣，儼如集市。其後在下環小市街與下環街交界興建了一座兩層高建築物，樓上開設一家海鏡戲院，樓下則闢作街市，命名下環街市，而坊眾則呼其為海鏡街市。海鏡戲院結業後，至1950年代初，由於原街市不敷應用，市政當局選址李加祿街被棄置的爛花園興建新街市。
下環街市於1945年8月竣工啟用，命名下環市場，然而人們仍習慣呼為下環街市。它由澳門著名建築師陳焜培設計、土生葡人工程師左歐治之現代主義風格平房建築。
舊街市大樓營運至2006年7月18日傍晚正式關閉，原各市販遷至附近臨時街市繼續營業。而原址則拆卸重建成一座樓高八層的市政大樓，並增設地下停車場。
2009年11月26日，新的下環街市（即下環街市市政綜合大樓）正式落成啟用，同日臨時街市關閉並拆卸。原址已改建為下環街社會服務綜合大樓。
2010年6月28日，位於本大樓二樓的「下環街市熟食中心」正式對外開放。中心將有25個攤檔，除室外進食區及兒童休憩區外，還有冷氣開放的室內進食區，共有近二百個座位，每日開放時間為07:00-20:00。

## 設施
下環街市市政綜合大樓，總建築面積13,120平方米，總樓高八層，地庫三層為卸貨區和停車場，60個輕型汽車和74個電單車車位；地面和一樓是街市，街市的衛生狀況良好，三樓為圖書館，四樓為社區活動中心，天臺為露天綠化區，設有羽毛球場。新街市於2009年11月26日啟用，而民政總署位於司打口的服務站亦於11月30日遷入街市四樓，並易名為「下環服務站」。

### 樓層分佈
| RF       | 天台                 | 天台花園                                                                                         |
| 4F       | 四樓                 | 市政署中區市民服務中心-下環分站 （页面存档备份，存于） 市政署下環活動中心 （页面存档备份，存于） |
| 3F       | 三樓                 | 文化局下環圖書館                                                                                 |
| 2F       | 二樓                 | 熟食中心                                                                                         |
| 1F       | 一樓                 | 售買蔬菜、豆製品、肉類、冰鮮肉、急凍食品                                                         |
| GF       | 地下                 | 售買乾貨、魚類、海鮮                                                                             |
| B1 B2 B3 | 負一層 負二層 負三層 | 公共停車場                                                                                       |

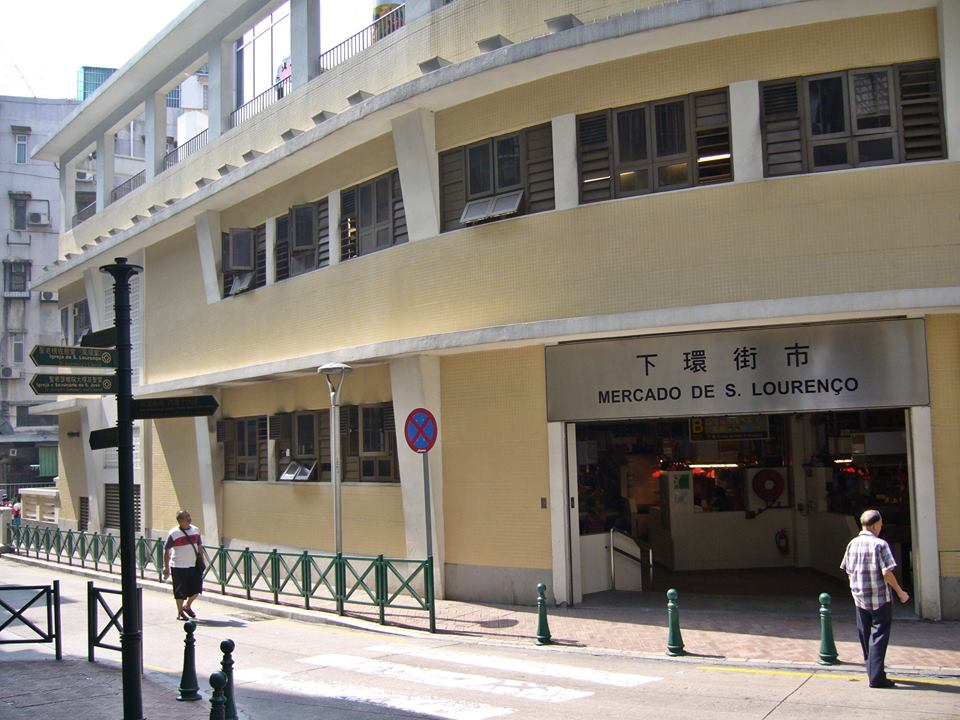
李加祿街出入口
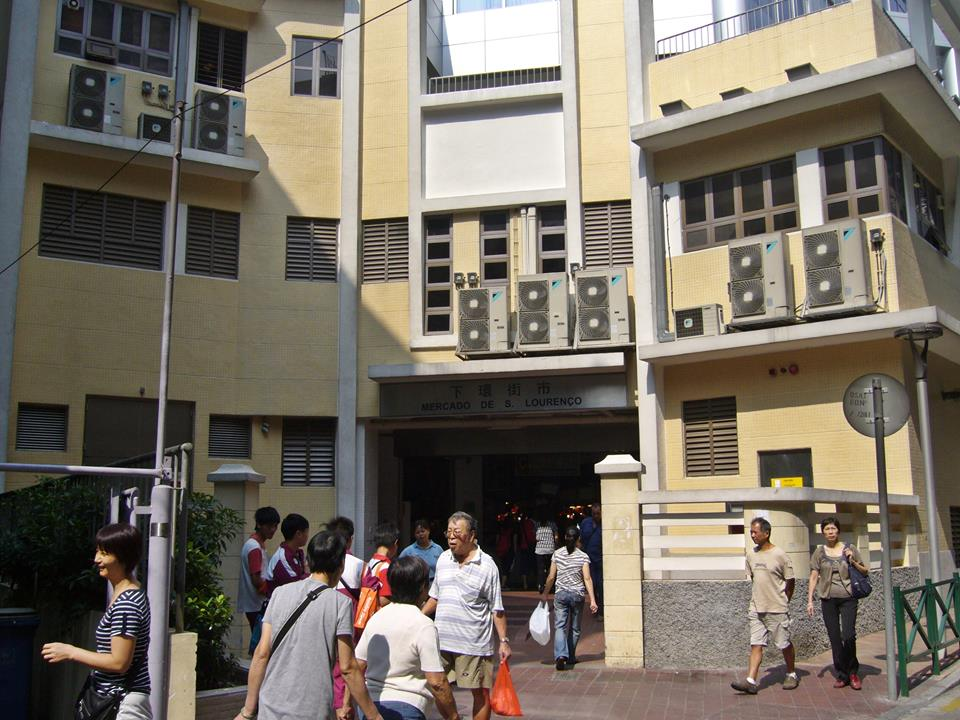
下環街出入口
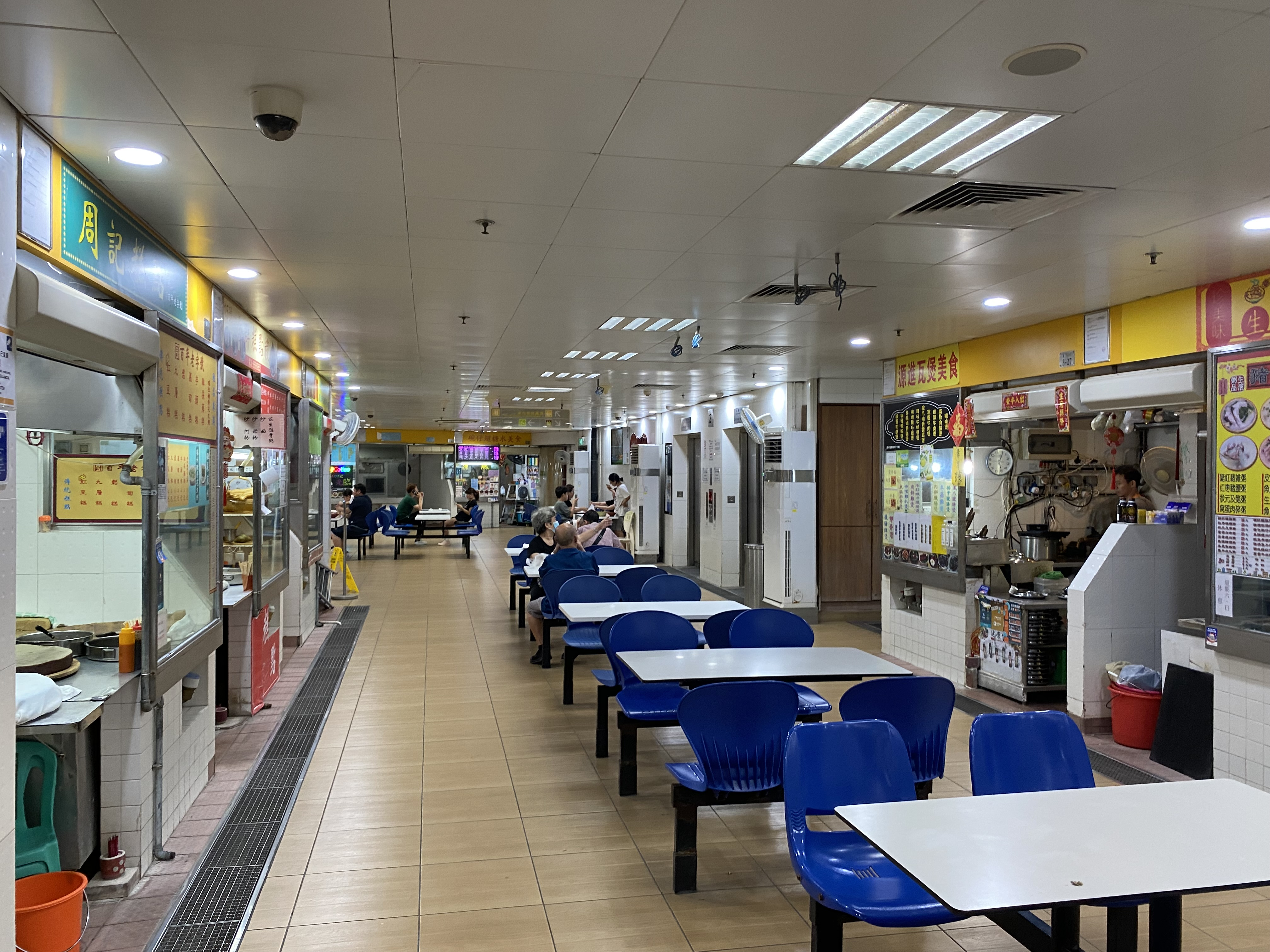
2樓熟食中心
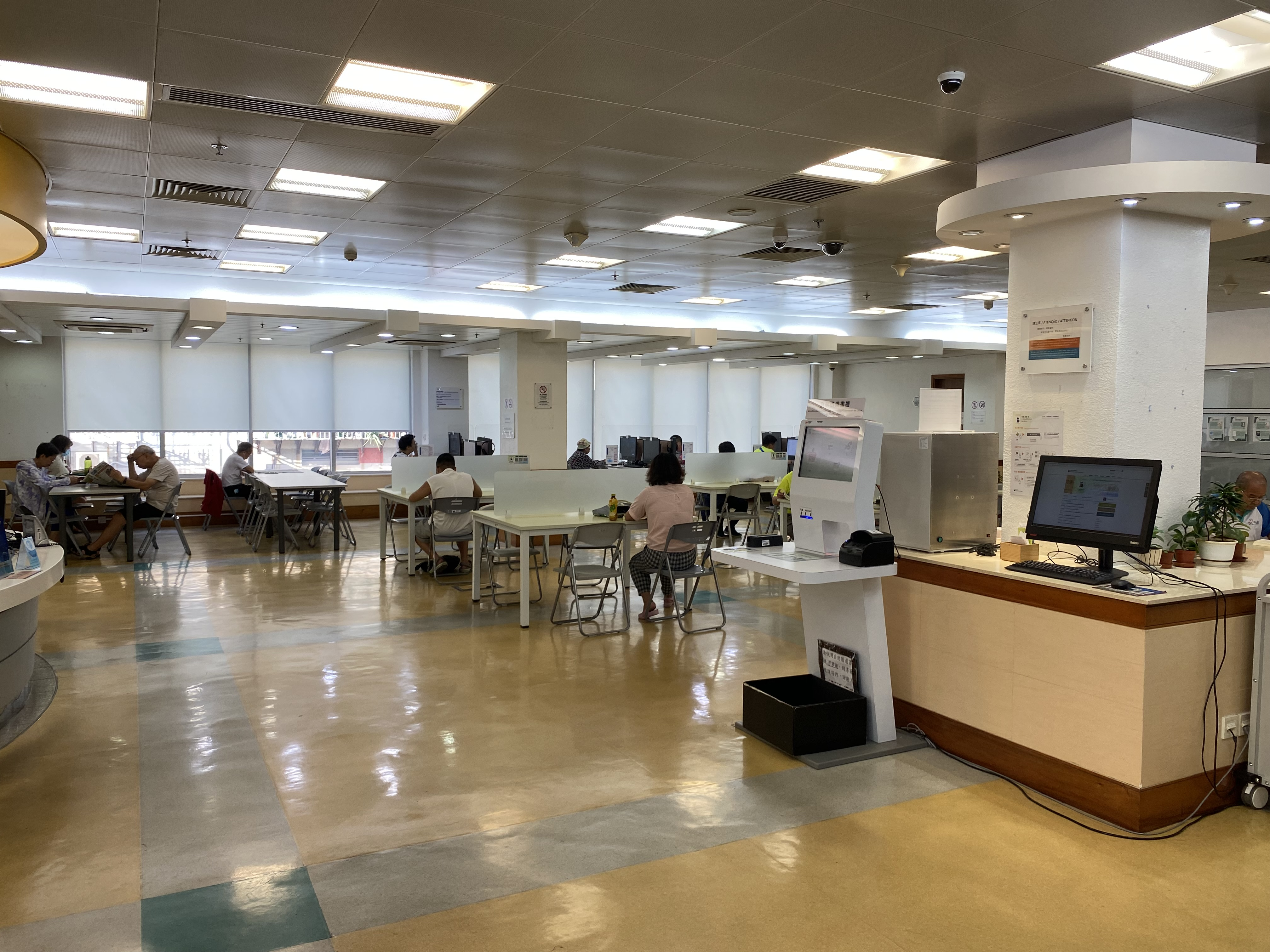
3樓下環圖書館

### 開放時間
- 街市部分開放時間：07:00─19:30

## 拆卸爭議
管理街市的民政總署在2004年建議拆卸下環街市，改為一附有社區中心及泊車樓層的現代化街市，文化界雖表示反對。但民政總署最終還是於2006年7月18日把舊街市大樓關閉，2006年8月起動工拆建，工期2年，總造價預算為1.14億澳門元。

## 交通

### 公共巴士
M140 河邊新街／李道巷（Alm. Sérgio / Trav. Lido）
路線：1、2、5、10、11、18、18B、21A、26、55、60、65、MT4、N3
M183 河邊新街／凱泉灣（Alm. Sérgio / Riviera Macau）
路線：1、2、5、6B、10、18、18B、26、60、61、65、71S、MT4、N3
M184 河邊新街／街市（Alm. Sérgio / Mercado）
路線：1、2、5、6B、10、11、16S、21A、26、55、60、65、71S、MT4、N3
M189 下環街市（Mercado de S. Lourenço）
路線：9、16